# Can Marfà. Museu del Gènere de Punt
La nau petita de l'antiga Fàbrica de Can Marfà acull la extensió del Museu de Mataró Can Marfà. Museu del Gènere de Punt, dedicada a la conservació, documentació, recerca i difusió del patrimoni cultural relacionat amb la indústria del gènere de punt . L'equipament compta amb 1.800 m² distribuïts en tres plantes.

## Planta baixa
La planta baixa, de caràcter polivalent, on es desenvolupa programes d'activitats amb exposicions temporals, conferències i tallers.

## Primera planta
La primera planta acull l'exposició permanent que, amb el relat  Mataró, capital del gènere de punt, exhibeix més d'un centenar d'objectes industrials explicant el procés de fabricació del teixit de punt a Catalunya des del segle xviii fins a l'actualitat: maquinària, eines, indumentària, imatges i documents, de la col·lecció Jaume Vilaseca, que han estat seleccionats, documentats i restaurats per formar part de l'exposició permanent de Can Marfà, amb l'objectiu de posar en valor una de les col·leccions més importants d'Europa en la seva especialitat, i un patrimoni cultural estretament vinculat amb la ciutat de Mataró.

### Àmbits temàtics de l'exposició
L'exposició s'ordena en set àmbits temàtics:
- Et posarem a punt: Audiovisual d'introducció on s'expliquen les característiques del teixit de punt.
- De la fibra a la malla: Els processos de fabricació del gènere de punt: la filatura, el tissatge, l'ennobliment, el disseny, el patronatge, el tall i la confecció de les peces de vestir. Els acabats: l'embalatge i la comercialització del producte.
- Els inicis del teixit de punt: De la manufactura als primers telers mecànics.
- La industrialització del gènere de punt: lnnovació tecnològica i organització del treball a les fàbriques. L'impacte social i urbanístic. Singularitat de la industria del teixit de punt per a la ciutat de Mataró.
- Moda, fantasia i esport: Els canvis en les pautes de consum de vestir, la influència de la moda i l'aparició de nous productes. La renovació tecnològica.
- De l'autarquia a l'expansió del sector: L'impuls a la construcció de maquinària de gènere de punt. Les indústries auxiliars. L'impacte de la revolució del niló.
- Perspectives de futur: La importància del disseny i l'aplicació de noves tecnologies.

### Galeria primera planta

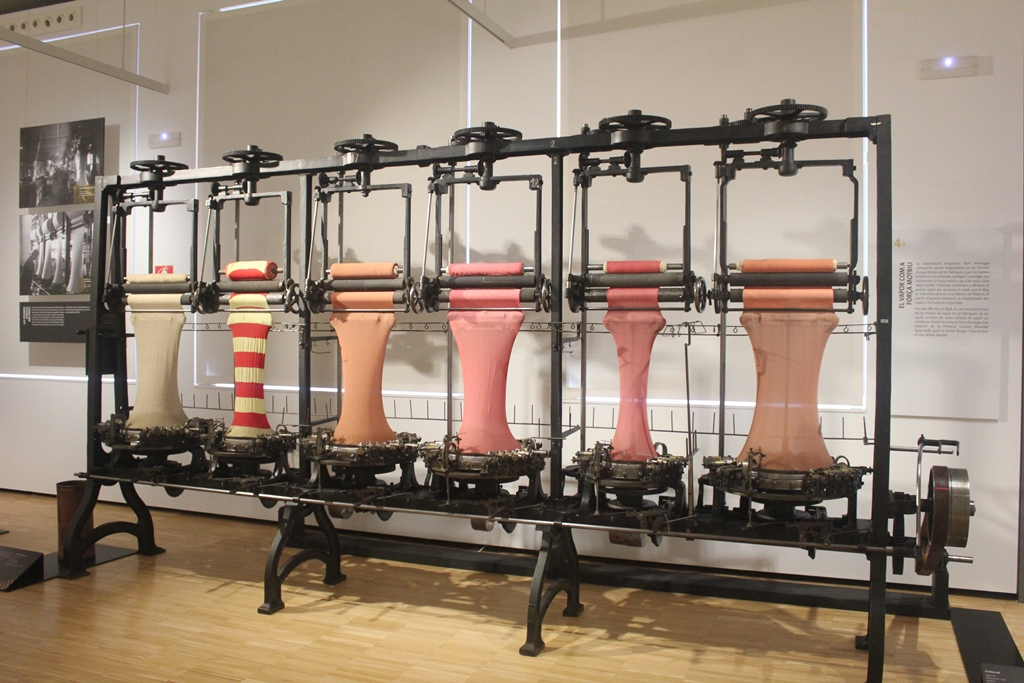
Embarrat de telers
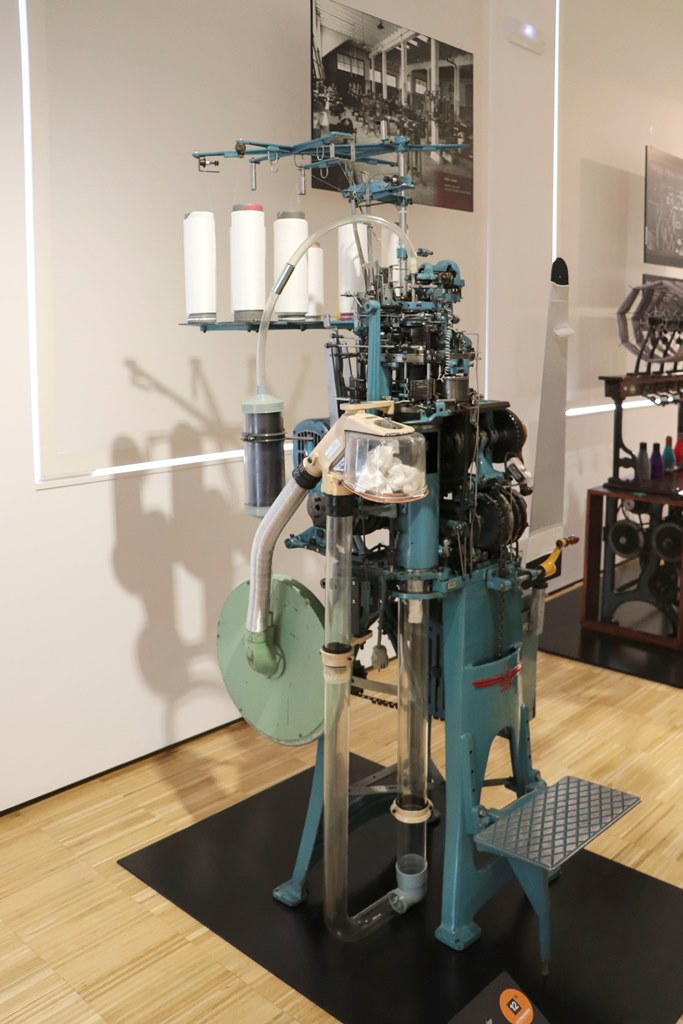
Teler circular 1965
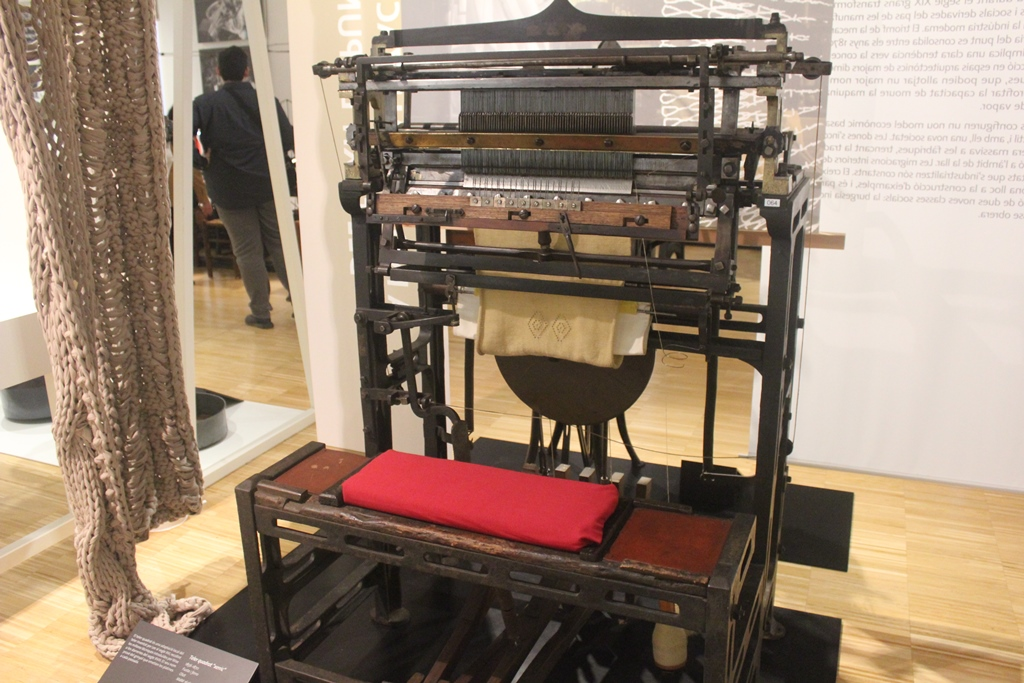
Teler quadrad
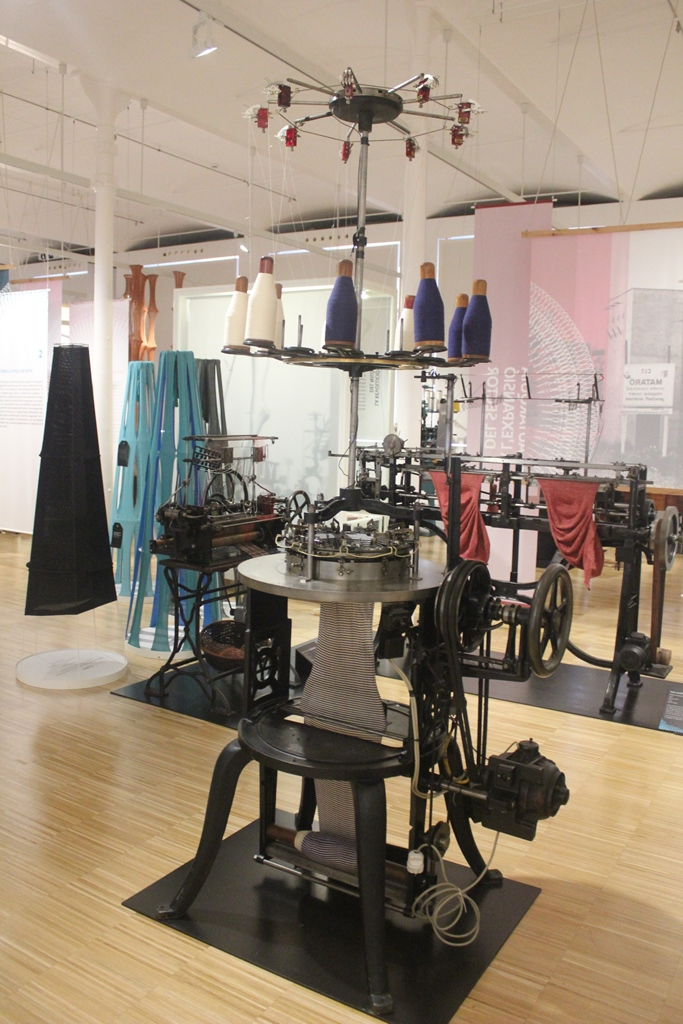
Teler circular

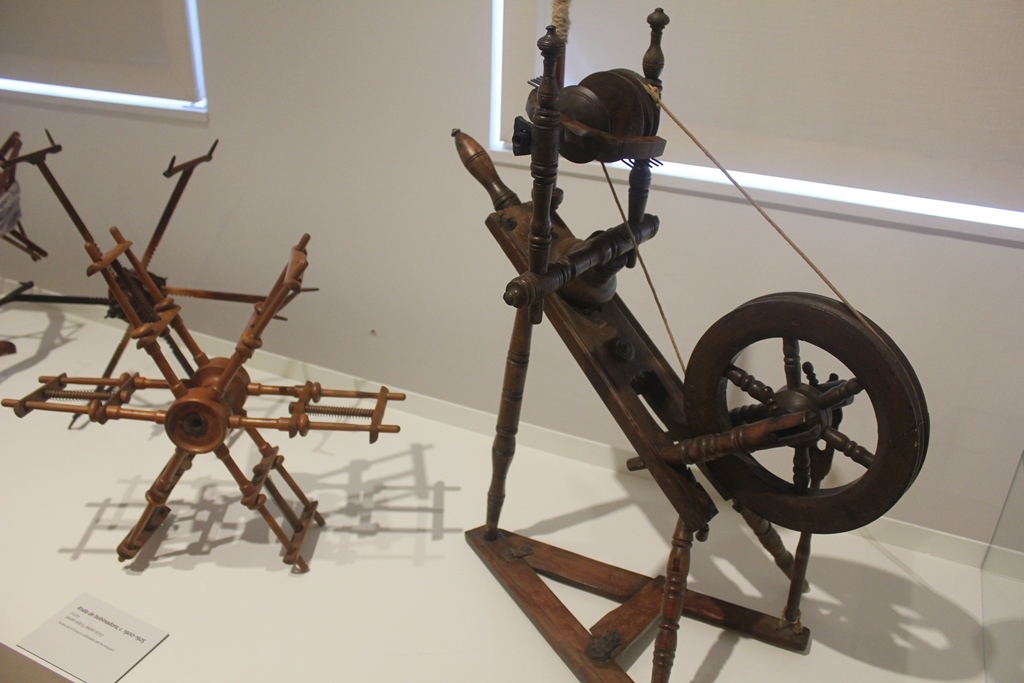
Filosa
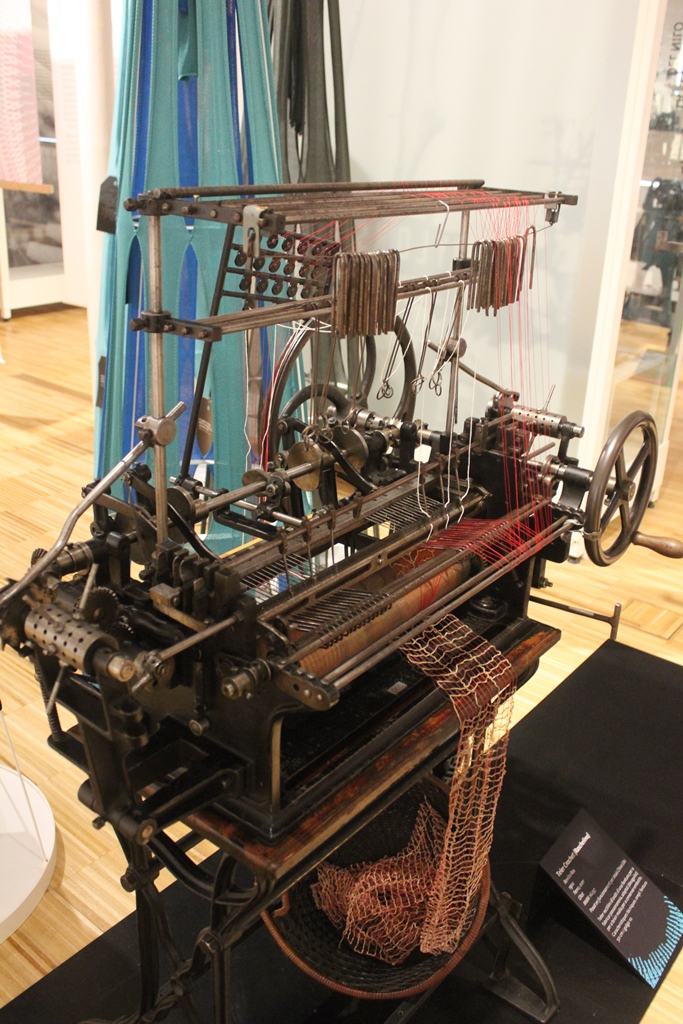
Teler rectilini crochet 1910
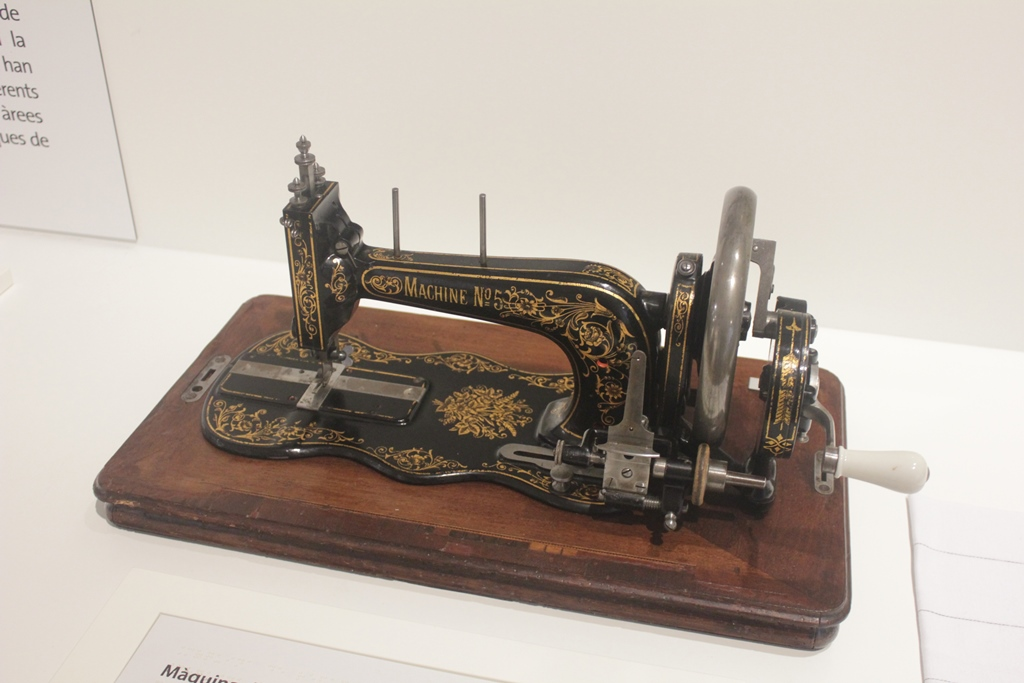
Màquina de cosir
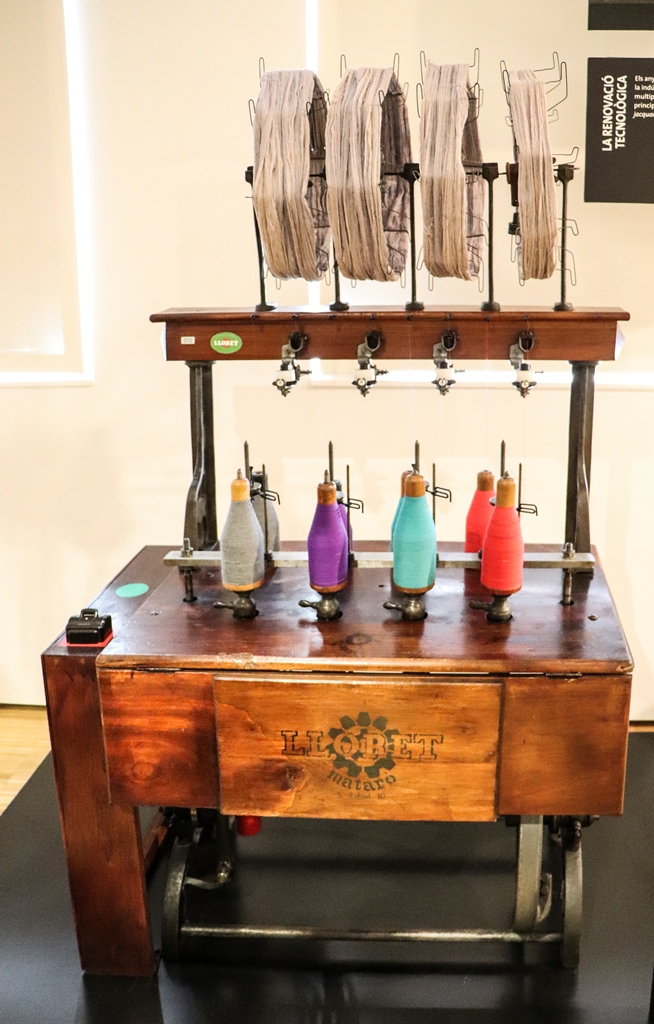
Bobinadora

## Segona planta: Reserva de col·leccions tèxtils

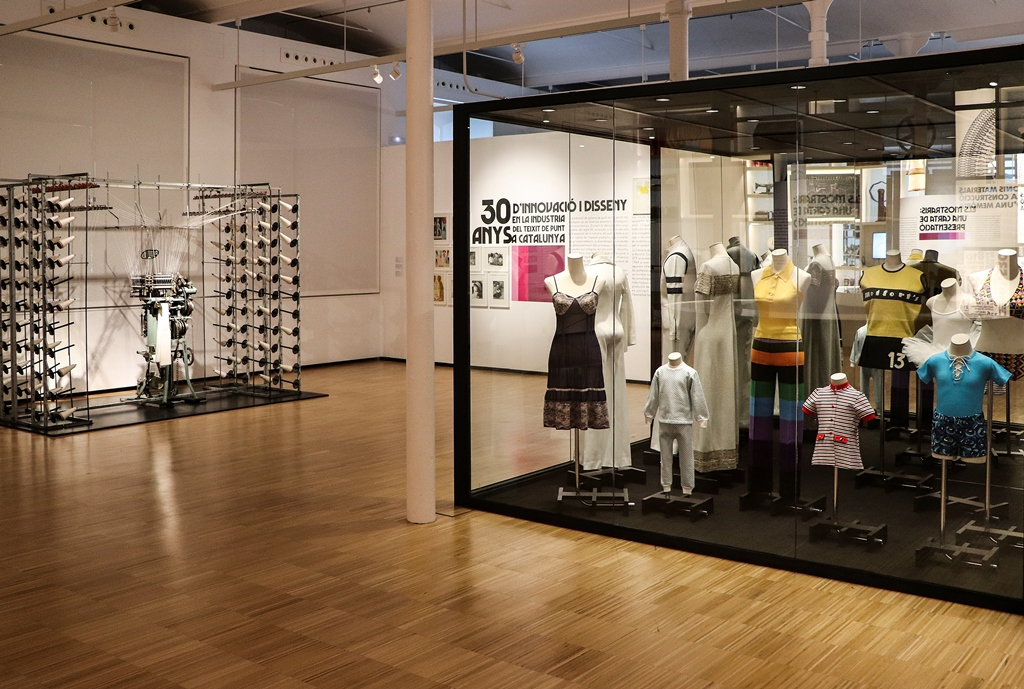
Segona planta

La segona planta té una doble funcionalitat: Magatzem i zona de documentació, preservació i investigació per una banda i, d'altra, mostra d'una selecció de peces d'indumentària dels anys 1960 al 1980 i testimoni de diferents persones.